# Bugenwilla

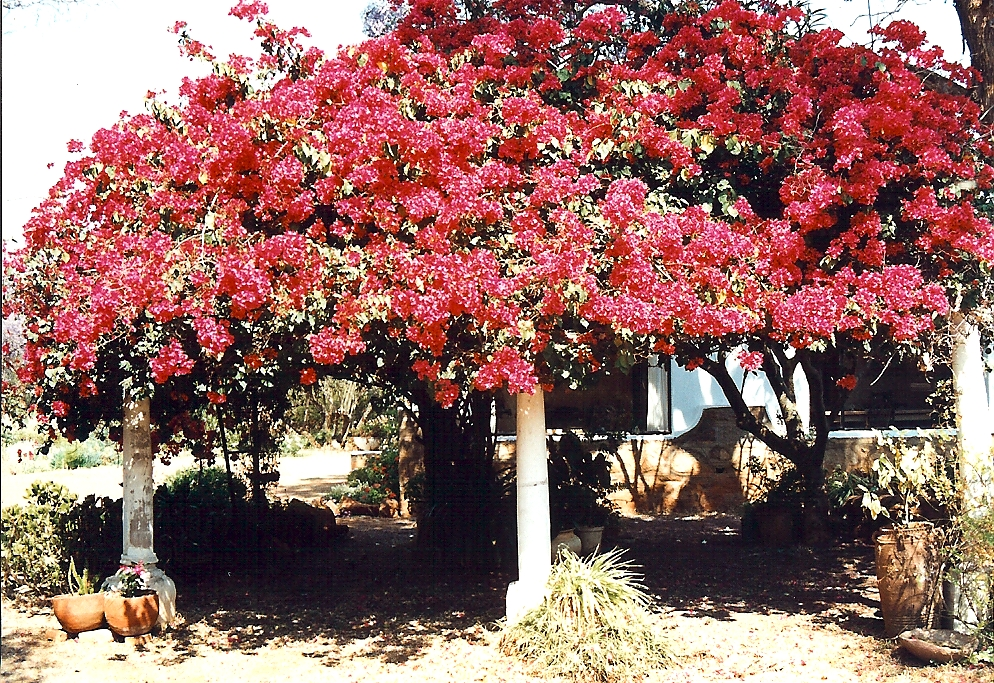
Bugenwilla gładka

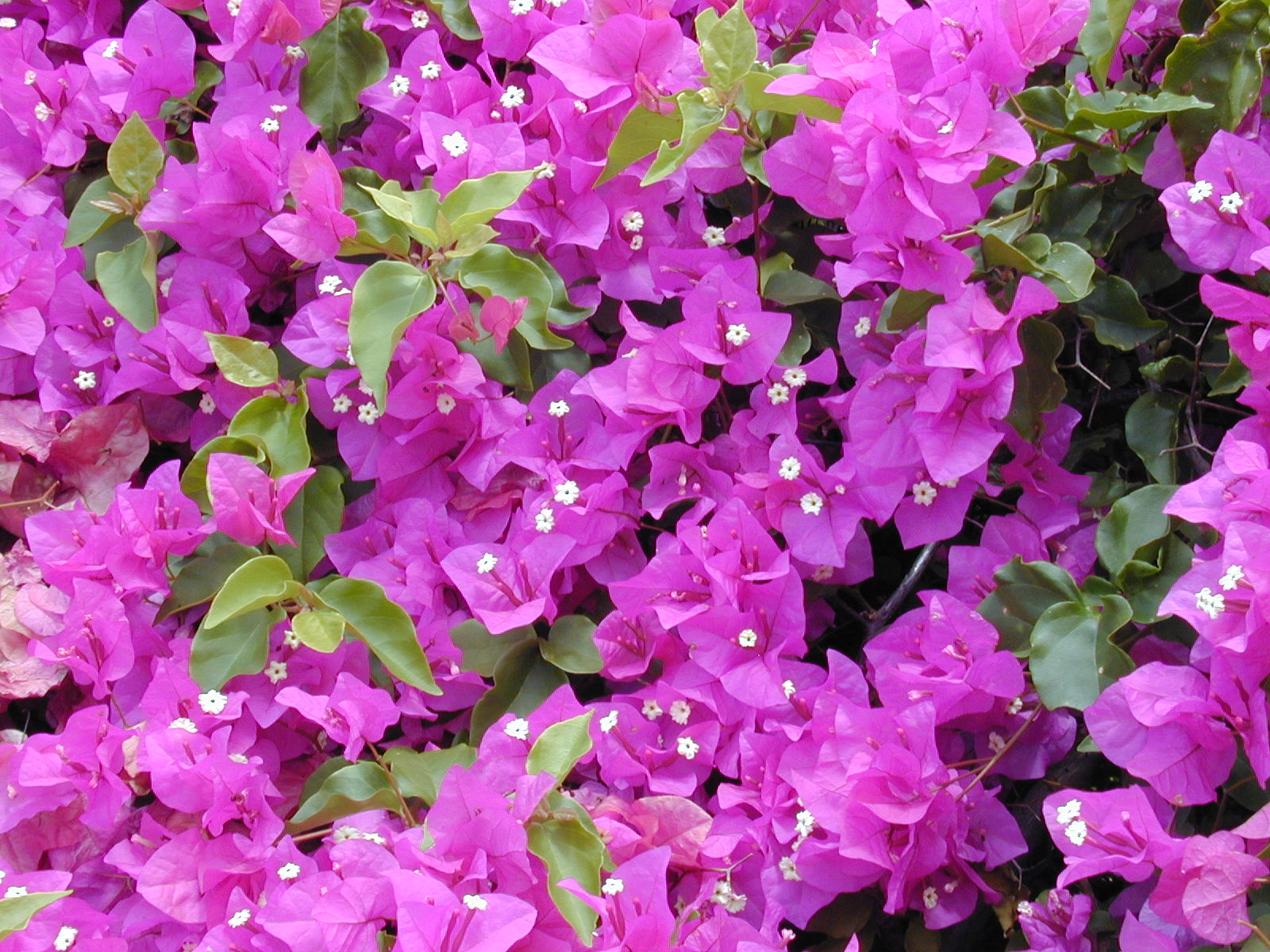
Bugenwila okazała

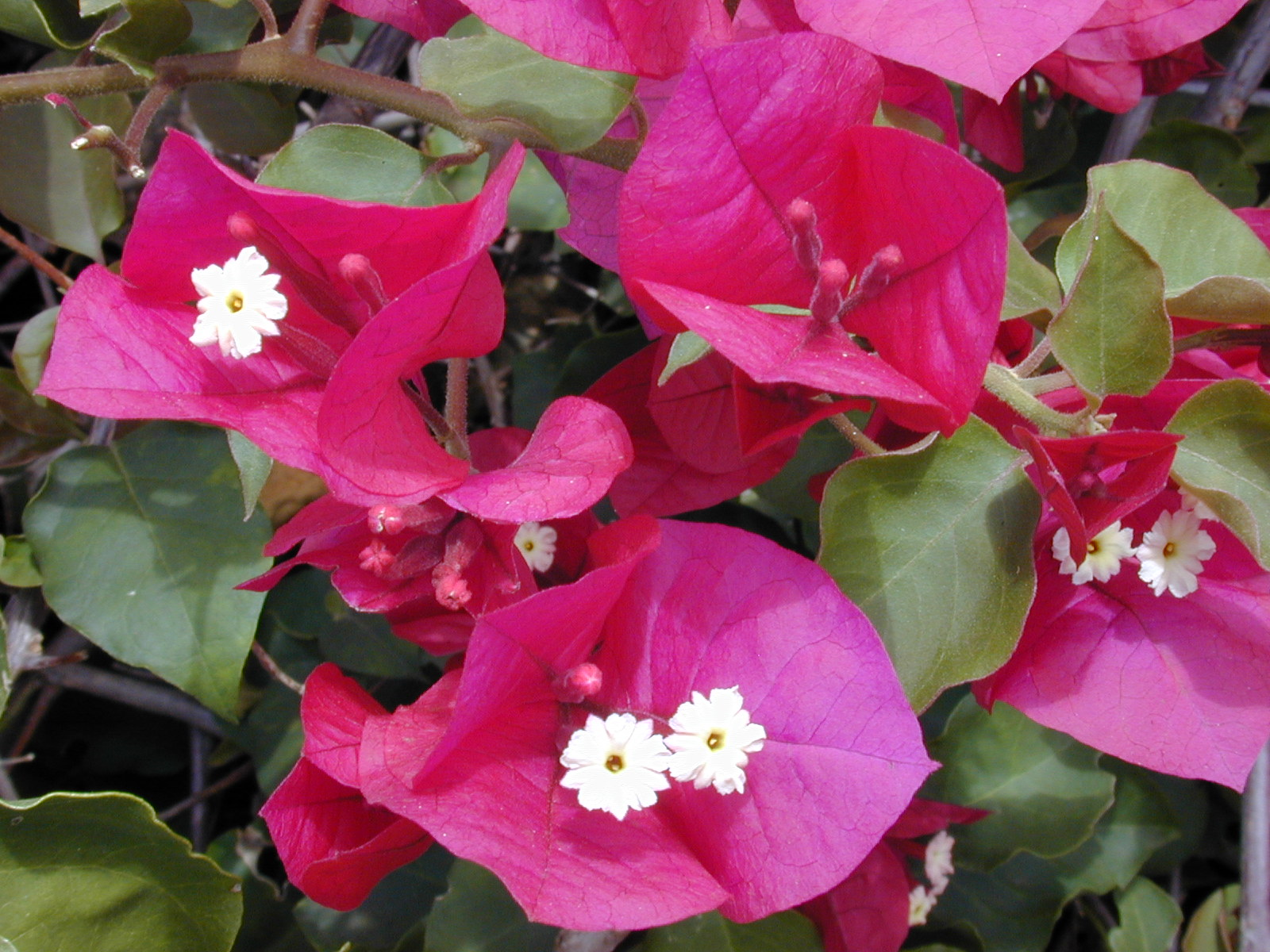
Kwiaty bugenwilli (białawe) i różowe podkwiatki wokół nich

Bugenwilla, kącicierń (Bougainvillea Comm. ex Juss.) – rodzaj roślin z rodziny nocnicowatych. Należy do niego 16 gatunków. Rośliny te naturalnie występują w Ameryce Południowej, ale introdukowane zostały w różne miejsca w strefie międzyzwrotnikowej. Rośliny uprawiane są jako ozdobne zwłaszcza bugenwilla okazała i gładka (także mieszańce między nimi), w ciepłym klimacie jako pnącza ogrodowe, w klimacie umiarkowanym tylko w szklarniach i doniczkach.
Nazwa rodzaju wywodzi się od nazwiska admirała francuskiej marynarki Louisa Antoine'a de Bougainville, który jako pierwszy opisał go w 1768 roku. 

## Morfologia
PokrójZimozielone i cierniste krzewy i pnącza. Ich pędy osiągają do 12 metrów długości.
LiścieNaprzemianległe, krótkoogonkowe. Blaszka liściowa okazała, skórzasta od 4 do 13 cm długości i od 2 do 6 cm szerokości.
KwiatyNiewielkie, żółte, krótkoszypułkowe. Wsparte są okazałymi z powodu wielkości i jaskrawego ubarwienia podkwiatkami w liczbie trzech, pełniącymi rolę powabni.
OwoceOrzeszek wsparty trwałym okwiatem i podkwiatkiem, dzięki którym rozsiewany jest przez wiatr (anemochoria).

## Systematyka
Pozycja według APweb (aktualizowany system APG IV z 2016)
Należy do rodziny nocnicowatych (Nyctaginaceae), rzędu goździkowców (Caryophyllales) w obrębie dwuliściennych właściwych. 
Pozycja w systemie Reveala (1993–1999)
Gromada okrytonasienne (Magnoliophyta Cronquist, podgromada Magnoliophytina Frohne & U. Jensen ex Reveal, klasa Rosopsida Batsch, podklasa goździkowe (Caryophyllidae Takht.), nadrząd Caryophyllanae Takht., rząd goździkowce (Caryophyllales Perleb), rodzina nocnicowate (Nyctaginaceae Juss.), plemię Bougainvilleeae  Choisy in DC., podplemię  Bougainvilleinae Benth. & Hook.f., rodzaj bugenwila (Bougainvillea Comm. ex Juss.).
Wykaz gatunków
- Bougainvillea berberidifol ia Heimerl
- Bougainvillea campanulata Heimerl
- Bougainvillea glabra Choisy – bugenwilla gładka
- Bougainvillea herzogiana Heimerl
- Bougainvillea infesta Griseb.
- Bougainvillea lehmanniana Heimerl
- Bougainvillea malmeana Heimerl
- Bougainvillea modesta Heimerl
- Bougainvillea pachyphylla Heimerl ex Standl.
- Bougainvillea peruviana Bonpl. – bugenwilla peruwiańska(inne języki)
- Bougainvillea pomacea Choisy
- Bougainvillea praecox Griseb.
- Bougainvillea spectabilis Willd. – bugenwilla okazała(inne języki)
- Bougainvillea spinosa (Cav.) Heimerl – bugenwilla ciernista(inne języki)
- Bougainvillea stipitata Griseb.
- Bougainvillea trollii Heimerl

## Zastosowanie
Ze względu na swoje bardzo obfite kwitnienie bugenwille są popularnymi roślinami ozdobnymi w regionach z ciepłym klimatem. Liczne kultywary i mieszańce są hodowane od lat. Powstały już formy bez cierni i bezpłodne, które rozmnaża się wegetatywnie. Bugenwille rosną bardzo szybko i w ciepłym klimacie kwitną cały rok. W Polsce ze względu na klimat mogą być uprawiane tylko w oranżeriach lub w mieszkaniach w pojemnikach jako rośliny pokojowe. Możliwa jest uprawa bonsai w zamkniętych pomieszczeniach. Kwitną bardzo długo, zazwyczaj przez całe lato. W uprawie doniczkowej w mieszkaniach ich żywotność wynosi ok. 5 lat, gdyż później nadmiernie drewnieją i słabo kwitną, ale w oranżeriach mogą żyć 25-30 lat. 

## Uprawa
- Wymagania. Są dość trudne w uprawie. Potrzebują bardzo dużo światła, więc w mieszkaniach należy je trzymać na parapecie południowego okna. Gleba powinna być próchniczna, żyzna i stale wilgotna, jednak przy nadmiarze wilgoci roślina gubi liście i więdnie. Bugenwille są roślinami wapieniolubnymi, więc do podlewania dobra jest twarda woda wodociągowa. W okresie spoczynku zimowego lepiej trzymać je w chłodniejszym pomieszczeniu (jednak nie mniej niż 7°C). Tracą wówczas liście, ale wiosną znów je odnawiają. W niezbyt dużych, przyciasnych doniczkach silniej kwitną, niż w dużych.
- Zabiegi uprawowe. Rośliny uprawia się w doniczkach przy paliku lub pałąku. Aby nadmiernie się nie rozrastały przycina się zbyt wybujałe pędy. Co roku na wiosnę przesadza się do większych doniczek. Co dwa tygodnie dokarmia się połową zalecanej dawki nawozów wieloskładnikowych. Przed kwitnieniem rośliny zrasza się wodą. W czasie kwitnienia już nie, ale aby roślina miała wystarczającą wilgotność, ustawia się doniczkę w pojemniku z wilgotnym torfem lub na kamieniach w podstawce z wodą. Czyszczenie liści jest zbyteczne, też się ich nie nabłyszcza.
- Rozmnażanie. Przez sadzonki z młodych pędów, jednak jest to trudne. Z tego też względu zazwyczaj kupuje się sadzonki wyhodowane przez specjalistów i sprzedawane zwykle w okresie kwitnienia.
- Choroby i szkodniki. Bugenwille rzadko chorują. Najczęściej są atakowane przez robaki glebowe, mszyce i niektóre larwy motyli, dla których są pożywieniem.